# 京城師団管区
京城師団管区（けいじょうしだんかんく）は、1940年8月から1941年10月まで、当時日本の統治下だった朝鮮に置かれた日本陸軍の管区である。第20師団が管轄した。前の第20師団管区が改称したもので、1年後に京城師管に改称した。

## 解説
師団管区は、日本の内地における師管に相当する地区で、朝鮮には1939年（昭和14年）に第19師団管区と第20師団管区の2つが置かれていた。日本の師管は長らく師団に対応する番号を冠しており、第20師団管区は朝鮮の京城（現在のソウル）に常駐する第20師団に対応していた。
しかし内地では、日中戦争の長期化で多くの師団が大陸に出て帰らなくなったため、一部で50番台の師団を新設して師管を管轄することにした。その際に第51師管などを作ることはせず、師管と師団管区をすべて地名で呼ぶことにした。1940年、昭和15年軍令陸第20号（7月24日制定、26日公布、8月1日施行）の陸軍管区表改定で、第20師団管区は京城師団管区に改称した。朝鮮の師団は動かなかったので、ひきつづき第20師団が管轄した。下に属する兵事区も変わらなかった。範囲は北東部を除く朝鮮の大部分である。
1941年8月5日制定（6日公布）の昭和16年軍令陸第20号による陸軍管区表改定で、師団管区を内地と同じく師管と呼ぶことになり、京城師団管区は11月1日に京城師管に改称した。管轄地、兵事区に変更はなかった。

## 管区の構造
- 京城師団管区
  - 京城兵事区（京畿道、江原道、忠清北道）
  - 平壌兵事区（平安北道、平安南道、黄海道）
  - 大邱兵事区（慶尚北道、慶尚南道）
  - 光州兵事区（忠清南道、全羅北道、全羅南道）